# Plancks konstant
Plancks konstant, betecknad h, namngiven efter fysikern Max Planck, är en fysikalisk konstant som förekommer i kvantmekaniska ekvationer. Dess värde är exakt
h = 6,62607015·10−34 J·s  = 4,135667696·10−15 eV/Hz 
Plancks konstant kan ses som en omvandlingsfaktor mellan frekvens och energi, speciellt för fotoner. 
I kvantmekaniken används oftare Plancks konstant dividerad med 2π, och den har därför givits en egen beteckning
{\displaystyle \hbar ={\frac {h}{2\pi }}}
där π är förhållandet mellan en cirkels omkrets och dess diameter (O/D). Konstanten ħ utläses "h-streck" och kallas ibland för Diracs konstant efter Paul Dirac. 
ħ har enheter av rörelsemängdsmoment, och ban-rörelsemängdsmomentet i ett kvantmekaniskt system, mätt i förhållande till valfri axel, är alltid en heltalsmultipel av detta värde. Spinn är alltid en hel- eller halvtalsmultipel av ħ.
ħ förekommer också i Heisenbergs osäkerhetsprincip och man kan därför säga att ħ är mer fundamental än h. ħ används även för att definiera olika typer av naturliga enhetssystem, däribland Planckenheterna, i vilka den har det numeriska värdet 1.
16 november 2018 beslutade CGPM att definiera om SI-enheten kilogram utifrån Plancks konstant som då ges ett exakt värde uttryckt i SI-enheter, som en del i att definiera alla SI:s grundenheter efter naturkonstanter. Definitionen innebär att 1 kg = (h / 6,62607015·10−34) m-2 s, istället för massan av en prototyp. Den nya definitionen trädde i kraft på Världsmetrologidagen den 20 maj 2019.

## Typografi
Unicode stöder ħ (U+210F), som kan användas direkt eller via HTML-koden &hbar; vilket syns i nyare webbläsare. I LaTeX används \hbar.